# Norbert Brige
Norbert Brige (* 9. Januar 1964 in Angres) ist ein ehemaliger französischer Leichtathlet, der vor allem im Weitsprung erfolgreich war. 

## Sportliche Karriere
Der 1,83 Meter große Norbert Brige startete bis 1982 für US Argenteuil. Nach drei Jahren bei USA Liévin trat er von 1986 bis 1989 für Nancy AEC an. Ab 1990 war er bei Metz AC. Von 1985 bis 1989 gewann Brige fünfmal die französischen Meisterschaften im Weitsprung. Hinzu kamen die Hallentitel 1986, 1987 und 1989. Seine Bestleistung von 8,22 Meter sprang er am 3. September 1988 in Nimes.
Brige trat bei 12 Wettkämpfen im Juniorenbereich und bei 25 Wettkämpfen im Erwachsenenbereich im Nationaltrikot an. 
Bei den Halleneuropameisterschaften 1983 in Budapest belegte er mit 7,18 Meter den zwölften Platz. Im Sommer trat er bei den Junioreneuropameisterschaften 1983 in Schwechat an und belegte zweimal den vierten Platz. Im Weitsprung war er mit 7,83 Meter weitengleich mit dem drittplatzierten Robert Emmijan aus der Sowjetunion, er verpasste die Medaille nur wegen des schlechteren zweiten Versuchs. Ebenfalls Vierte wurde die 4-mal-100-Meter-Staffel mit Daniel Sangouma, Norbert Brige, Thierry Bevigny und Max Morinière.
1986 bei den Halleneuropameisterschaften in Madrid sprang Brige mit 7,81 Meter auf den zehnten Platz. Im Sommer bei den Europameisterschaften in Stuttgart erreichte er mit 7,72 Meter den sechsten Rang.
Im Februar 1987 bei den Halleneuropameisterschaften in Liévin gelangte Brige mit einem Sprung von 8,05 Meter auf den fünften Platz. Zwei Wochen später bei den Hallenweltmeisterschaften in Indianapolis hätte Brige mit 8,05 Meter eine Medaille gewonnen. Seine 7,69 Meter reichten nur für den zwölften Rang. Anfang September bei den Weltmeisterschaften in Rom sprang Brige in der Qualifikation 7,96 Meter. Im Vorkampf erreichte er 7,82 Meter und wurde damit 15. in einem Wettkampf mit zwölf Achtmeterspringern.
1988 bei den Olympischen Spielen in Seoul war Brige mit 8,05 Meter der viertbeste Springer in der Qualifikation. Im Endkampf erreichte er 7,97 Meter und den siebten Platz. 1989 bei den Halleneuropameisterschaften in Den Haag belegte Brige mit 7,80 Meter den siebten Platz. Zwei Wochen später bei den Hallenweltmeisterschaften in Budapest bedeuteten 7,91 Meter den sechsten Platz.